# 함흥 반공학생사건
함흥 학생 반공 의거 또는 함흥 학생 반소 의거는 1946년 3월 11일. 함경 남도 함흥시에서는 남녀 학생들이 반공,반소 의거를 일으킨 사건이다. 

1945년 8월 소련군에 의하여 점령된 북한에 소련군정이 실시되면서 각 도의 도청은 소련군의 군정청으로 사용되고 있었다. 그러다 1946년 초에 소위 인민위원회가 조직되었는데, 도인민위원회가 들어설 도청은 이미 소련군이 점거하고 있었기 때문에 그들은 함남중학의 교사(校舍)를 청사로 차지하였다. 그러자 학생들은 모교사수(母校死守)를 외치며 이에 항거하였다. 한편, 이 무렵 흥남비료공장을 비롯한 큰 공장의 기계가 어디론지 뜯겨가고, 식량배급이 끊기면서 시민들의 불평은 심각한 상태에 이르렀다.

이러한 상황 하에서 3월 11일 마침내 함흥공업학교 학생 200여 명이 ‘학원의 자유를 달라!’ ‘우리의 쌀은 어디로 갔는가?’ 등의 구호를 외치며 가두시위에 나섰다. 이에 호응한 600여 명의 함흥농업학교 학생들도 거리로 뛰어나와 합세하였다. 사태가 이에 이르자 인민위원회는 긴급대책으로 3월 20일 예정이던 학년 말 방학을 3월 13일로 앞당겨 실시하도록 각 학교에 시달하였다. 

그러자 각 학교 학생대표는 12일 밤 비밀회합을 가진 다음, 이튿날 방학식이 끝나자 함흥의전(咸興醫專) ·함흥중학 ·함흥농업 ·함흥공업 ·영생고녀(永生高女) ·실과여학교(實科女學校) ·함흥고녀 등 약 5,000여 명의 학생들이 일제히 궐기하였다. 

시민들도 이에 호응하여 약 1만 5,000여 명이 거리로 쏟아져 나왔다. 결국은 보안서원과 소련군이 동원되어 일대 격돌이 일어났는데, 보안서원의 발포로 학생 1명, 시민 2명의 희생자가 나고, 보안서원 3명이 사망하였으며, 학생 ·시민 ·보안서원 120여 명이 중경상을 입었다. 사건진압 후 많은 학생 ·시민이 검거되었다.

<함흥학생반공의거 기념식 열려>
--3·13의거 반공투지를 통일의지로 승화(2016년 3월 17일)

함남도민회는 지난 3월 11일 오전 서울 구기동 이북5도청 통일회관 강당에서 제70회 3·13함흥학생반공의거 기념대회를 거행하고, 1946년 3월 13일 반소반공에 항거하며 함흥지역의 젊은 학생들이 자유조국을 쟁취하기 위해 총궐기한 역사적 사건을 재조명했다.

이날 박태극 회장은 “스탈린의 정복군과 점령군의 꼭두각시인 김일성의 반인륜적인 만행에 대항해 피끓는 민족적 정의감으로 분연히 맞서서 싸웠던 당시의 함흥학생반공의거야 말로 스탈린과 김일성의 공산독재 만행을 만 천하에 폭로하는 산 증거가 되었다”강조하고 “이러한 정의를 구현하고자 하는 함남인의 항거정신과 패기는 오늘도 우리들의 심장에서 고동치고 있다”고 말했다.

김덕순 함남지사는 “세월은 지났어도 오늘을 사는 우리들의 가슴속에는 반소반공에 맞선 젊은이들의 용기와 절규가 남아있을 것”이라며 “대한민국 발전의 원동력 뒤에는 자유민주주의를 지키기 위해 아까운 청춘을 목숨으로 대신한 정의로운 함남인들이 있었다는 것을 후계세대는 결코 잊지 말아야 한다”고 밝혔다.

한편 이날 참가자 전원은 결의문을 채택하고 3·13의거의 반공투지를 통일의지로 승화시켜 통일 민주건설에 모든 역량을 경주할 것을 다짐했다.